# Kabinet-Kurz I
Het kabinet–Kurz I was van 18 december 2017 tot 28 mei 2019 de bondsregering van Oostenrijk. Het kabinet bestond uit een coalitie van de christendemocratische ÖVP en de rechts-populistische FPÖ, en stond onder leiding van bondskanselier Sebastian Kurz. Het was voor het eerst in tien jaar dat de FPÖ deel uitmaakte van de regering. De voorgaande keer dat de FPÖ in de regering zat was tijdens de regeerperiode van kabinet-Schüssel II. 
De kanselier en ministers werden op 18 december 2017 door president Alexander Van der Bellen beëdigd. Na enkele wijzigingen werden acht ministers op 8 januari 2018 opnieuw beëdigd voor hun nieuwe werkterreinen.
In reactie op de Ibiza-affaire en het terugtreden van vicekanselier Heinz-Christian Strache (FPÖ), beëindigde Kurz op 18 mei 2019 de samenwerking met de FPÖ. Op 21 mei droeg hij minister van Binnenlandse Zaken Herbert Kickl (FPÖ) bij de bondspresident voor ontslag voor. In reactie daarop dienden de overige FPÖ-ministers eveneens hun ontslag in. Op 22 mei werd een aantal partijloze deskundigen in de ontstane vacatures benoemd.
Op 27 mei 2019 zegde de Nationale Raad het vertrouwen in de regering op. De volgende dag werd de ministers ontslag verleend en werden ze tegelijkertijd met de voortzetting van hun taken belast, onder leiding van voormalig vicekanselier Hartwig Löger. Enkele dagen later benoemde President Van der Bellen een overgangsregering bestaande uit technocraten onder leiding van juriste Brigitte Bierlein.

## Kabinet–Kurz I (2017–2019)
| Ambtsbekleder                                | Ambtsbekleder           | Ambtsbekleder                   | Functie(s)                                   | Ambtstermijn     | Ambtstermijn | Partij(en) |
| -------------------------------------------- | ----------------------- | ------------------------------- | -------------------------------------------- | ---------------- | ------------ | ---------- |
|                                              | Sebastian Kurz          | Sebastian Kurz (1986)           | Bondskanselier                               | 18 december 2017 | 28 mei 2019  | ÖVP        |
|                                              | Hartwig Löger           | Hartwig Löger (1965)            | Bondskanselier                               | 28 mei 2019      | 3 juni 2019  | ÖVP        |
|                                              | Heinz-Christian Strache | Heinz- Christian Strache (1969) | Vicekanselier                                | 18 december 2017 | 22 mei 2019  | FPÖ        |
| Minister voor Administratieve Zaken en Sport | Heinz-Christian Strache | Heinz- Christian Strache (1969) |                                              | 18 december 2017 | 22 mei 2019  | FPÖ        |
|                                              | Hartwig Löger           | Hartwig Löger (1965)            | Vicekanselier                                | 22 mei 2019      | 3 juni 2019  | ÖVP        |
| Minister van Financiën                       | Hartwig Löger           | Hartwig Löger (1965)            | 18 december 2017                             |                  | 3 juni 2019  | ÖVP        |
|                                              | Herbert Kickl           | Herbert Kickl (1968)            | Minister van Binnenlandse Zaken              | 18 december 2017 | 22 mei 2019  | FPÖ        |
|                                              | Eckart Ratz             | Eckart Ratz (1953)              | Minister van Binnenlandse Zaken              | 22 mei 2019      | 3 juni 2019  | O          |
|                                              | Karin Kneissl           | Karin Kneissl (1965)            | Minister van Buitenlandse Zaken              | 18 december 2017 | 3 juni 2019  | O          |
|                                              | Josef Moser             | Josef Moser (1955)              | Minister van Justitie                        | 18 december 2017 | 3 juni 2019  | O          |
|                                              | Margarete Schramböck    | Margarete Schramböck (1970)     | Minister van Economische Zaken               | 18 december 2017 | 3 juni 2019  | ÖVP        |
|                                              | Mario Kunasek           | Mario Kunasek (1976)            | Minister van Defensie                        | 18 december 2017 | 22 mei 2019  | FPÖ        |
|                                              |                         | Johann Luif (1959)              | Minister van Defensie                        | 22 mei 2019      | 3 juni 2019  | O          |
|                                              | Beate Hartinger-Klein   | Beate Hartinger- Klein (1959)   | Minister van Volksgezondheid                 | 18 december 2017 | 22 mei 2019  | FPÖ        |
| Minister van Sociale Zaken                   | Beate Hartinger-Klein   | Beate Hartinger- Klein (1959)   |                                              | 18 december 2017 | 22 mei 2019  | FPÖ        |
| Minister van Arbeid                          | Beate Hartinger-Klein   | Beate Hartinger- Klein (1959)   |                                              | 18 december 2017 | 22 mei 2019  | FPÖ        |
|                                              |                         | Walter Pöltner (1952)           | Minister van Volksgezondheid                 | 22 mei 2019      | 3 juni 2019  | O          |
| Minister van Sociale Zaken                   |                         | Walter Pöltner (1952)           |                                              | 22 mei 2019      | 3 juni 2019  | O          |
| Minister van Arbeid                          |                         | Walter Pöltner (1952)           |                                              | 22 mei 2019      | 3 juni 2019  | O          |
|                                              | Heinz Faßmann           | Heinz Faßmann (1955)            | Minister van Onderwijs                       | 18 december 2017 | 3 juni 2019  | O          |
|                                              | Norbert Hofer           | Norbert Hofer (1971)            | Minister van Transport en Technologie        | 18 december 2017 | 22 mei 2019  | FPÖ        |
|                                              | Valerie Hackl           | Valerie Hackl (1982)            | Minister van Transport en Technologie        | 22 mei 2019      | 3 juni 2019  | O          |
|                                              | Elisabeth Köstinger     | Elisabeth Köstinger (1978)      | Minister van Landbouw                        | 18 december 2017 | 3 juni 2019  | ÖVP        |
|                                              | Juliane Bogner-Strauß   | Juliane Bogner- Strauß (1971)   | Minister voor Administratieve Zaken en Sport | 22 mei 2019      | 3 juni 2019  | ÖVP        |
| Minister voor Jeugd, Gezin en Vrouwen        | Juliane Bogner-Strauß   | Juliane Bogner- Strauß (1971)   | 18 december 2017                             |                  | 3 juni 2019  | ÖVP        |
|                                              | Gernot Blümel           | Gernot Blümel (1981)            | Minister voor Europese Zaken                 | 18 december 2017 | 3 juni 2019  | ÖVP        |
| Minister voor Kunst, Cultuur en Media        | Gernot Blümel           | Gernot Blümel (1981)            |                                              | 18 december 2017 | 3 juni 2019  | ÖVP        |

Renner · Figl I · Figl II · Figl III · Raab I · Raab II · Raab III · Raab IV · Gorbach I · Gorbach II · Klaus I · Klaus II · Kreisky I · Kreisky II · Kreisky III · Kreisky IV · Sinowatz · Vranitzky I · Vranitzky I · Vranitzky III · Vranitzky IV · Vranitzky V · Klima · Schüssel I · Schüssel II · Gusenbauer · Faymann I · Faymann II · Kern · Kurz I · Bierlein · Kurz II · Schallenberg · Nehammer · Stocker